# Chantal-Fleur Sandjon
Chantal-Fleur Sandjon (geb. 1984 in Berlin) ist eine afrodeutsche Autorin, Lektorin, Literaturaktivistin und Diversity-Trainerin. Sie hat mit Die Sonne, so strahlend und Schwarz (2022) einen „der ersten Schwarzen, queeren YA-Romane einer deutschsprachigen Autor*in“ vorgelegt.

## Leben
Chantal-Fleur Sandjon wurde 1984 in Berlin geboren, wo sie nach Stationen in Johannesburg, London und Frankfurt heute wieder lebt und arbeitet. Sie hat einen Master of Science in Ernährungswissenschaften und einen Master of Arts in Kommunikationswissenschaft.
Neben Ratgebern zu Fragen der Ernährung und wissenschaftlichen und journalistischen Texten zu Diversität und Kinderliteratur sowie afrodeutscher Geschichte und Gegenwart veröffentlicht sie vor allem Gedichte und Kinder- und Jugendliteratur. 2012 erhielt sie den Daniil Pashkoff Prize (Erstplatzierung) für ihr Gedicht An Image in the Third Person. Die Bachmann-Preisträgerin Sharon Dodua Otoo hat Sandjon in ihrer Klagenfurter Rede zur Literatur 2020 Dürfen Schwarze Blumen malen? erwähnt und ihren Coming-of-age-Versroman Die Sonne, so strahlend und Schwarz als „innovativ“ und „ein echtes Geschenk – für uns alle!“ bezeichnet. Sandjons um Rassismus, häusliche Gewalt und ein lesbisches Coming-out kreisender Jugendroman wurde mit einem Arbeitsstipendium des Deutschen Literaturfonds gefördert und in der Süddeutschen Zeitung wie auch in der Frankfurter Allgemeinen Zeitung lobend besprochen.
Neben ihrer Tätigkeit als Schriftstellerin leitet Sandjon seit 2019, gemeinsam mit Jasmina El Bouamraoui und Warda Ahmed, das Kinderliteratur-Projekt Diversität. Repräsentation. Inklusion. Normkritik (DRIN) des Goethe-Instituts Finnland und ist Referentin für sexuelle und geschlechtliche Vielfalt bei der Berliner Fachstelle für queere Bildung QUEERFORMAT.

## Werke

### Für Kinder und Jugendliche
- Happy Earth – 100 Ideen, wie du die Welt verbessern kannst. Fischer/Sauerländer 2014.
- Serienunikat. Loewe/Script5 2014.
- Dorfarrest. In: Hinter den Lichtern. Hrsg. Christian Walther. Beltz & Gelberg 2016.
- Die Sonne, so strahlend und Schwarz. Thienemann 2022.

### Poesie und Spoken Word
- Bln zu rädern; i introduce: Black Magic. In: freitext, 2010, bewohner_innen #16, S. 58f.
- Arriving in the Future: Stories of Home and Exile. Hrsg. Asoka Esuruoso & Philipp Khabo Köpsell. Epubli 2014.
- Afroshop. Hrsg. Philipp Khabo Köpsell. Epubli 2014.
- Unsere Poesie. (K)ein Gedicht. (VÖ als Mara Sanaga) In: Neue Rundschau 2018/2. Hrsg. Manuela Bauche & Sharon Dodua Otoo. S. Fischer 2018.

### Wissenschaftliche und journalistische Texte
- Erkenntnis in der dritten Person. Die Erfindung und Eroberung des schwarzen Körpers im weißen Deutschen Mainstream. In: arranca!, 2011, Bodycheck und linker Haken #43.
- Der Raum zwischen gestern und heute. May Ayim. In: Black Berlin. Hrsg. Oumar Diallo und Joachim Zeller. Metropol 2013.
- mit Ella Achola: Afrodeutsch III. Zwei afrodeutsche Frauen im Gespräch über May Ayim, Identität, Schreiben und Wünsche. In: Sisters and Souls. Inspirationen von May Ayim. Hrsg. Natasha A. Kelly. Orlanda Verlag 2016.
- Held*innen gesucht: Kinder of Color im Bilderbuch. In: Eselsohr 2020; digital verfügbar auf der Website des Goethe-Instituts Finnland.
- Julian, die schwarze Meerjungfrau. In: Zeit Online, 23. Februar 2020.
- Schwarze Kinder, weiße Perspektiven. Wie divers ist die Kinderbuchbranche? In: Heimatkunde, migrationspolitisches Portal der Heinrich-Böll-Stiftung, 8. Oktober 2020.

### Ernährung und Ratgeber
- Rohvolution. Gräfe & Unzer 2013.
- Abnehmen mit Smoothies. 6. Auflage. Gräfe und Unzer 2014.
- Rohkost für Einsteiger. Gräfe und Unzer 2015.
- mit Anna Cavelius: Grün macht schön. Kailash 2016.
- mit Anna Cavelius: Heilen mit Smoothies. Irisiana 2017.
- Müsli Mixing. Gräfe und Unzer 2017.
- Rainbow Kitchen. Gräfe & Unzer 2017.
- Fit for Fresh: 170 Rezepte für gesunde Drinks. Umschau Verlag 2017.
- Green Cooking: Power-Gemüse und mehr. Gräfe & Unzer 2017.
- mit Melanie Alexander: Das Glück der kleinen Gesten: Gib Glück und es kommt zu dir zurück. Edel Books 2019.

## Stipendien, Preise und Nominierungen
- 2012 Daniil Pashkoff Prize für das Gedicht An Image in the Third Person (Erstplatzierung in der Kategorie Lyrik ab 19)
- 2021 Arbeitsstipendium des Deutschen Literaturfonds
- 2023 Jugendbuchpreis des Deutschen Jugendliteraturpreises für Die Sonne, so strahlend und Schwarz[9][10]